# 暗黑血统
《暗黑血统》是Vigil Games开发、THQ发行的一款动作冒险游戏。游戏以聖經中的启示录为素材，玩家在其中扮演战神的角色。2010年1月在PlayStation 3和Xbox 360上發售，同年9月在Windows上發售。其續作《末世騎士II》於2012年8月推出。
加強版本《末世騎士：戰爭重現版》於2016年11月在 PlayStation 4、Xbox One、Windows上發售，WiiU版則在2017年5月推出。任天堂Switch版本在2019年4月发售，并增加了简体中文游戏内容。

## 系統
界面採用第三人称视角，主角需要面对一系列战斗、谜题和探索。隨著劇情發展，主角會逐步取得不同武器和能力，世界版圖內不同地區也逐步開放。
戰鬥系統採用砍殺方式，主角在攻擊時敵人也會作出實時攻擊，需要即時作出閃避，敵人生命值低下時可使用終結技把敵人即時殺死，戰勝後均可獲得作為遊戲貨幣之靈魂，用作購買補給品或提升主角戰鬥能力。

## 劇情
天堂與地獄自天地初開不斷交戰，但雙方均未能取得優勢，焦灼議會（Charred Council）因此成立以維持兩界的秩序和平衡，為此議會創造了天啟四騎士戰爭（War）、死亡（Death）、爭鬥（Strife）和憤怒（Fury）。其後人類被創造，議會有感人間界將參與天堂與地獄間的平衡而創造了七印（Seven Seals）：當人間界準備好迎接最後的審判時，七封印將被打破，四騎士將降臨地球對所有罪人進行懲處，介時三界之命運也將有定奪。
於現世，天使與惡魔軍團於地球展開最後的戰鬥，戰爭亦於混亂中對雙方作出攻擊以維持秩序，但他在迎戰天使兵團之首亞巴頓（Abaddon）時發現其餘三名騎士不但沒有現身，七印也沒被打破。亞巴頓其後被惡魔史特拉格（Straga）殺死，戰爭迎戰史特拉格失敗但被議會干預而免於一死。議會對戰爭判處破壞平衡、使最後的審判過早出現、毀滅了人間界、以及與地獄聯手之罪名，戰爭堅持自己無罪並要求找出真正元凶，議會在奪去其力量和派出手下監視者（Watcher）對他作出控制的條件下答應了戰爭的請求。
戰爭回到地球時人間界已過了一百年，地獄軍團也在毀滅者（Destroyer）帶領下摧毀了人間界和天堂軍團，殘存之天堂軍團被困於地球並在天使烏瑞爾（Uriel）領導下成立了名為 地獄禁衛軍（Hellguard）之反抗組織。戰爭在與惡魔商人弗爾昆（Vulgrim）會面後獲悉毀滅者之根據地位於黑塔（Black Tower），也被建議尋求前惡魔霸主薩麥爾（Samael）之協助以進入黑塔。薩麥爾表示黑塔由四名力量強大的被選中惡魔（The Chosen）守衛，並向戰爭提出協助他進入黑塔之交換條件：殺死四大惡魔並把牠們的心臟交出。戰爭在旅途上遇上古種族成員Ulthane，也因殺死了亞巴頓而與烏瑞爾和地獄署戍衛發生衝突。在殺死最後一名被選中惡魔後，戰爭始知悉牠們並非守衛黑塔而是防止薩麥爾回歸。薩麥爾在吃下四大惡魔心臟後回復力量並把戰爭傳送至黑塔內部，並在消失前表示他們將再見面。
戰爭在黑塔內發現被囚禁之死亡天使亞茲拉爾（Azrael）。亞茲拉爾承認由於擔心天堂軍團戰敗，祂與亞巴頓合謀使末世提早降臨，但計劃在亞巴頓戰死後失敗。戰爭認為已取得與議會談判的證據，但監視者指出必須殺死毀滅者以回復平衡。在殺死史特拉格後，戰爭在亞茲拉爾協助下離開黑塔到達伊甸園，園內之知善惡樹向戰爭顯示亞巴頓戰死後被帶往地獄，並在接受了某人（莉莉斯（Lilith））給予祂的力量後成為毀滅者守護著七印。知善惡樹也向戰爭揭示預言和真相：毀滅者將領兵進攻 地獄禁衛軍；烏瑞爾與一眾天使將迎戰失敗；議會其實知悉亞茲拉爾與亞巴頓的陰謀但因無法就未犯下之罪行作出審判而故意讓最後的審判提早降臨，從而讓戰爭在洗脫冤名之旅途上殺死兩名天使；戰爭自己將被監視者背叛和被一口劍殺死。
亞茲拉爾推斷該劍是可以殺死毀滅者的滅劫之劍（Armageddon Blade），但劍已被毀滅者摧毀而碎片散落各地，戰爭在前往各地收集碎片時遇上烏瑞爾，希望二人進行決鬥。雖然監視者希望戰爭下殺手而烏瑞爾堅持必須遵從決鬥之誓，戰爭在戰勝後拒絕殺死烏瑞爾，並向她透露了毀滅者之真正身份，在她離開知會 地獄禁衛軍準備戰鬥時戰爭集齊了所有碎片並交由Ulthane重鑄。
與預言所示相同，烏瑞爾與 地獄禁衛軍迎戰毀滅者失敗，戰爭也被亞茲拉爾傳送至毀滅者處，並在拒絕後者提出之結盟後展開戰鬥。回復天使型態之毀滅者（亞巴頓）在戰敗後向烏瑞爾求助被拒，隨即被戰爭殺死並掉下了七印。為免戰爭破壞七印回復力量向議會復仇，監視者立即抑制了戰爭並奪去了封印，但烏瑞爾拾起滅劫之劍把它刺進了戰爭和破壞了七印，決鬥之誓完成之同時戰爭回復了力量及脫離了議會與監視者之控制。監視者在向戰爭警告天堂、地獄和議會均會就其罪行加以追究後被殺；烏瑞爾向戰爭道謝但表示自己的職責或會迫使二人再度交鋒，戰爭則回答他將不會孤獨作戰：其餘三騎士於七印被打破後降臨人間界。